# Sam Easton
Sam Easton (* 4. Oktober 1979 in Vancouver, British Columbia) ist ein kanadischer Schauspieler. Er wurde durch die Rolle des Frankie Cheeks in Final Destination 3 bekannt.

## Filmografie
- 2002: Dead Zone (Fernsehserie, Gastrolle)
- 2002: Just Cause (Fernsehserie, Gastrolle)
- 2002: Taken (Fernsehserie, 2 Episoden)
- 2003: The Delicate Art of Parking
- 2004: Butterfly Effect
- 2004: Part of the Game
- 2004: The Mountain (Fernsehserie, 5 Episoden)
- 2005: The L Word – Wenn Frauen Frauen lieben (Fernsehserie, 5 Episoden)
- 2005: Teen Cop (Underclassman)
- 2005: Puck This
- 2006: Final Destination 3
- 2006: Crossed
- 2007: Todes-Date 2
- 2008: That One Night
- 2009: Howie Do It (Fernsehserie, 5 Episoden)
- 2012: Supernatural (Fernsehserie, Gastrolle)